# 벵골호랑이
벵골호랑이(또는 인도호랑이, 벵갈호랑이 Panthera tigris tigris, Bengal tiger)는 호랑이의 아종으로, 네팔·인도·방글라데시 등에 분포한다. 갈색에 검은 줄무늬 털을 가지고 있다. 그러나 돌연변이인 백호는 흰색에 갈색 줄무늬가 있다. 벵골호랑이 수컷을 기준으로 전체 길이 2.5~3.6m 정도, 체중은 140~270kg이며, 현재 네팔 서식 수컷 벵골호랑이의 평균 체중은 235kg로 과거의 시베리아호랑이와 비슷하며, 현재의 시베리아호랑이보단 근소하게 크다. 털은 짧고 등자색을 띤다. 개체수가 가장 많은 종이며, 그 수는 70% 이상을 차지한다. 
인도에는 아시아사자도 분포하고 있지만 호랑이는 덤불이 무성한 장소, 사자는 나무가 듬성듬성 서 있는 장소에 있기 때문에 서로 만나는 경우는 거의 없다.

## 서식지 및 특징
옛날에는 인도 전역을 비롯하여 네팔, 방글라데시, 태국까지 분포하였으나 현재는 밀렵으로 인해 인도의 밀림, 또는 칸하국립공원, 순다르반스국립공원 등 10개 이하의 보호구역, 방글라데시, 네팔에만 서식하고 있다. 벵골호랑이는 아프리카사자보다 체구가 더 크고 평균 무게 또한 230kg으로 조금 더 무겁다.

## 계통 분류
다음은 2009년 드리스콜(Driscoll) 등의 호랑이 계통 분류이다.

|  | 인도차이나호랑이                                                  |
|  |                                                                   |
|  | \| \| † 카스피호랑이 \| \| \| \| \| \| 시베리아호랑이 \| \| \| \| |
|  |                                                                   |
|  | † 카스피호랑이                                                    |
|  |                                                                   |
|  | 시베리아호랑이                                                    |
|  |                                                                   |

|  | † 카스피호랑이 |
|  |                |
|  | 시베리아호랑이 |
|  |                |

|  | 인도차이나호랑이                                                  |
|  |                                                                   |
|  | \| \| † 카스피호랑이 \| \| \| \| \| \| 시베리아호랑이 \| \| \| \| |
|  |                                                                   |
|  | † 카스피호랑이                                                    |
|  |                                                                   |
|  | 시베리아호랑이                                                    |
|  |                                                                   |

|  | † 카스피호랑이 |
|  |                |
|  | 시베리아호랑이 |
|  |                |

|  | 인도차이나호랑이                                                  |
|  |                                                                   |
|  | \| \| † 카스피호랑이 \| \| \| \| \| \| 시베리아호랑이 \| \| \| \| |
|  |                                                                   |
|  | † 카스피호랑이                                                    |
|  |                                                                   |
|  | 시베리아호랑이                                                    |
|  |                                                                   |

|  | † 카스피호랑이 |
|  |                |
|  | 시베리아호랑이 |
|  |                |

|  | 인도차이나호랑이                                                  |
|  |                                                                   |
|  | \| \| † 카스피호랑이 \| \| \| \| \| \| 시베리아호랑이 \| \| \| \| |
|  |                                                                   |
|  | † 카스피호랑이                                                    |
|  |                                                                   |
|  | 시베리아호랑이                                                    |
|  |                                                                   |

|  | † 카스피호랑이 |
|  |                |
|  | 시베리아호랑이 |
|  |                |

|  | 인도차이나호랑이                                                  |
|  |                                                                   |
|  | \| \| † 카스피호랑이 \| \| \| \| \| \| 시베리아호랑이 \| \| \| \| |
|  |                                                                   |
|  | † 카스피호랑이                                                    |
|  |                                                                   |
|  | 시베리아호랑이                                                    |
|  |                                                                   |

|  | † 카스피호랑이 |
|  |                |
|  | 시베리아호랑이 |
|  |                |

|  | 인도차이나호랑이                                                  |
|  |                                                                   |
|  | \| \| † 카스피호랑이 \| \| \| \| \| \| 시베리아호랑이 \| \| \| \| |
|  |                                                                   |
|  | † 카스피호랑이                                                    |
|  |                                                                   |
|  | 시베리아호랑이                                                    |
|  |                                                                   |

|  | † 카스피호랑이 |
|  |                |
|  | 시베리아호랑이 |
|  |                |

|  | 인도차이나호랑이                                                  |
|  |                                                                   |
|  | \| \| † 카스피호랑이 \| \| \| \| \| \| 시베리아호랑이 \| \| \| \| |
|  |                                                                   |
|  | † 카스피호랑이                                                    |
|  |                                                                   |
|  | 시베리아호랑이                                                    |
|  |                                                                   |

|  | † 카스피호랑이 |
|  |                |
|  | 시베리아호랑이 |
|  |                |

|  | 인도차이나호랑이                                                  |
|  |                                                                   |
|  | \| \| † 카스피호랑이 \| \| \| \| \| \| 시베리아호랑이 \| \| \| \| |
|  |                                                                   |
|  | † 카스피호랑이                                                    |
|  |                                                                   |
|  | 시베리아호랑이                                                    |
|  |                                                                   |

|  | † 카스피호랑이 |
|  |                |
|  | 시베리아호랑이 |
|  |                |

|  | 인도차이나호랑이                                                  |
|  |                                                                   |
|  | \| \| † 카스피호랑이 \| \| \| \| \| \| 시베리아호랑이 \| \| \| \| |
|  |                                                                   |
|  | † 카스피호랑이                                                    |
|  |                                                                   |
|  | 시베리아호랑이                                                    |
|  |                                                                   |

|  | † 카스피호랑이 |
|  |                |
|  | 시베리아호랑이 |
|  |                |

|  | 인도차이나호랑이                                                  |
|  |                                                                   |
|  | \| \| † 카스피호랑이 \| \| \| \| \| \| 시베리아호랑이 \| \| \| \| |
|  |                                                                   |
|  | † 카스피호랑이                                                    |
|  |                                                                   |
|  | 시베리아호랑이                                                    |
|  |                                                                   |

|  | † 카스피호랑이 |
|  |                |
|  | 시베리아호랑이 |
|  |                |

|  | 인도차이나호랑이                                                  |
|  |                                                                   |
|  | \| \| † 카스피호랑이 \| \| \| \| \| \| 시베리아호랑이 \| \| \| \| |
|  |                                                                   |
|  | † 카스피호랑이                                                    |
|  |                                                                   |
|  | 시베리아호랑이                                                    |
|  |                                                                   |

|  | † 카스피호랑이 |
|  |                |
|  | 시베리아호랑이 |
|  |                |

|  | 인도차이나호랑이                                                  |
|  |                                                                   |
|  | \| \| † 카스피호랑이 \| \| \| \| \| \| 시베리아호랑이 \| \| \| \| |
|  |                                                                   |
|  | † 카스피호랑이                                                    |
|  |                                                                   |
|  | 시베리아호랑이                                                    |
|  |                                                                   |

|  | † 카스피호랑이 |
|  |                |
|  | 시베리아호랑이 |
|  |                |

|  | 인도차이나호랑이                                                  |
|  |                                                                   |
|  | \| \| † 카스피호랑이 \| \| \| \| \| \| 시베리아호랑이 \| \| \| \| |
|  |                                                                   |
|  | † 카스피호랑이                                                    |
|  |                                                                   |
|  | 시베리아호랑이                                                    |
|  |                                                                   |

|  | † 카스피호랑이 |
|  |                |
|  | 시베리아호랑이 |
|  |                |

|  | 인도차이나호랑이                                                  |
|  |                                                                   |
|  | \| \| † 카스피호랑이 \| \| \| \| \| \| 시베리아호랑이 \| \| \| \| |
|  |                                                                   |
|  | † 카스피호랑이                                                    |
|  |                                                                   |
|  | 시베리아호랑이                                                    |
|  |                                                                   |

|  | † 카스피호랑이 |
|  |                |
|  | 시베리아호랑이 |
|  |                |

|  | 인도차이나호랑이                                                  |
|  |                                                                   |
|  | \| \| † 카스피호랑이 \| \| \| \| \| \| 시베리아호랑이 \| \| \| \| |
|  |                                                                   |
|  | † 카스피호랑이                                                    |
|  |                                                                   |
|  | 시베리아호랑이                                                    |
|  |                                                                   |

|  | † 카스피호랑이 |
|  |                |
|  | 시베리아호랑이 |
|  |                |

|  | 인도차이나호랑이                                                  |
|  |                                                                   |
|  | \| \| † 카스피호랑이 \| \| \| \| \| \| 시베리아호랑이 \| \| \| \| |
|  |                                                                   |
|  | † 카스피호랑이                                                    |
|  |                                                                   |
|  | 시베리아호랑이                                                    |
|  |                                                                   |

|  | † 카스피호랑이 |
|  |                |
|  | 시베리아호랑이 |
|  |                |

## 생식
임신기간은 105일이며 12~2월이 발정기이다. 새끼는 1~5마리를 낳고 1년 6개월이 지나면 성호(成虎)가 되어 독립한다. 수컷은 산속이나 하천을 돌아다니거나, 16시간으로 낮잠을 자면서 시간을 보낸다. 그러나, 암컷은 새끼들을 돌보는일을 한다.
평생 단독생활을 하지만 어미와 새끼, 발정기 때의 암수는 서로 2마리 이상 무리를 짓기도 하며 번식기가 끝나면 평소와 같이 혼자서 생활한다.

## 사진

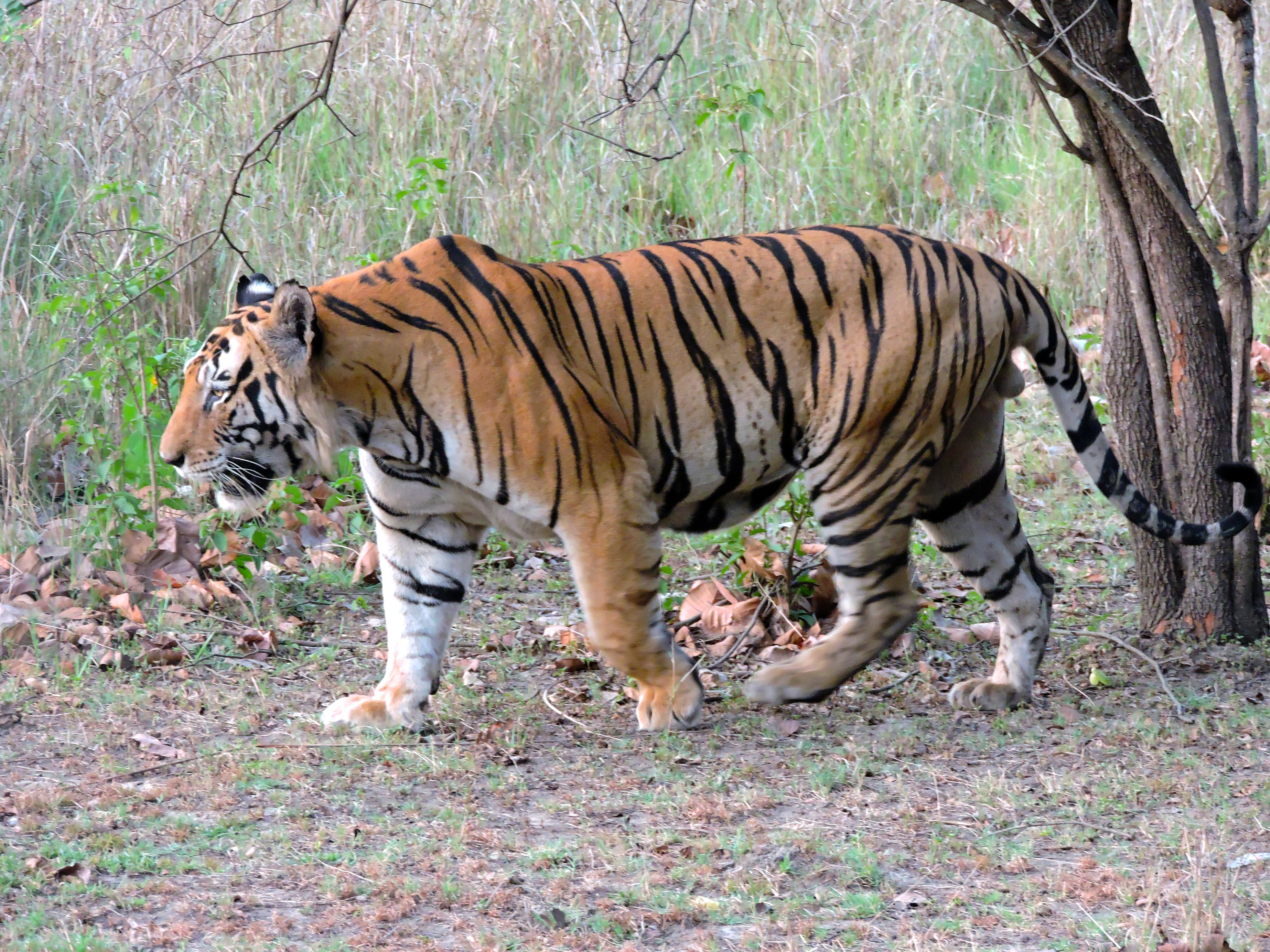
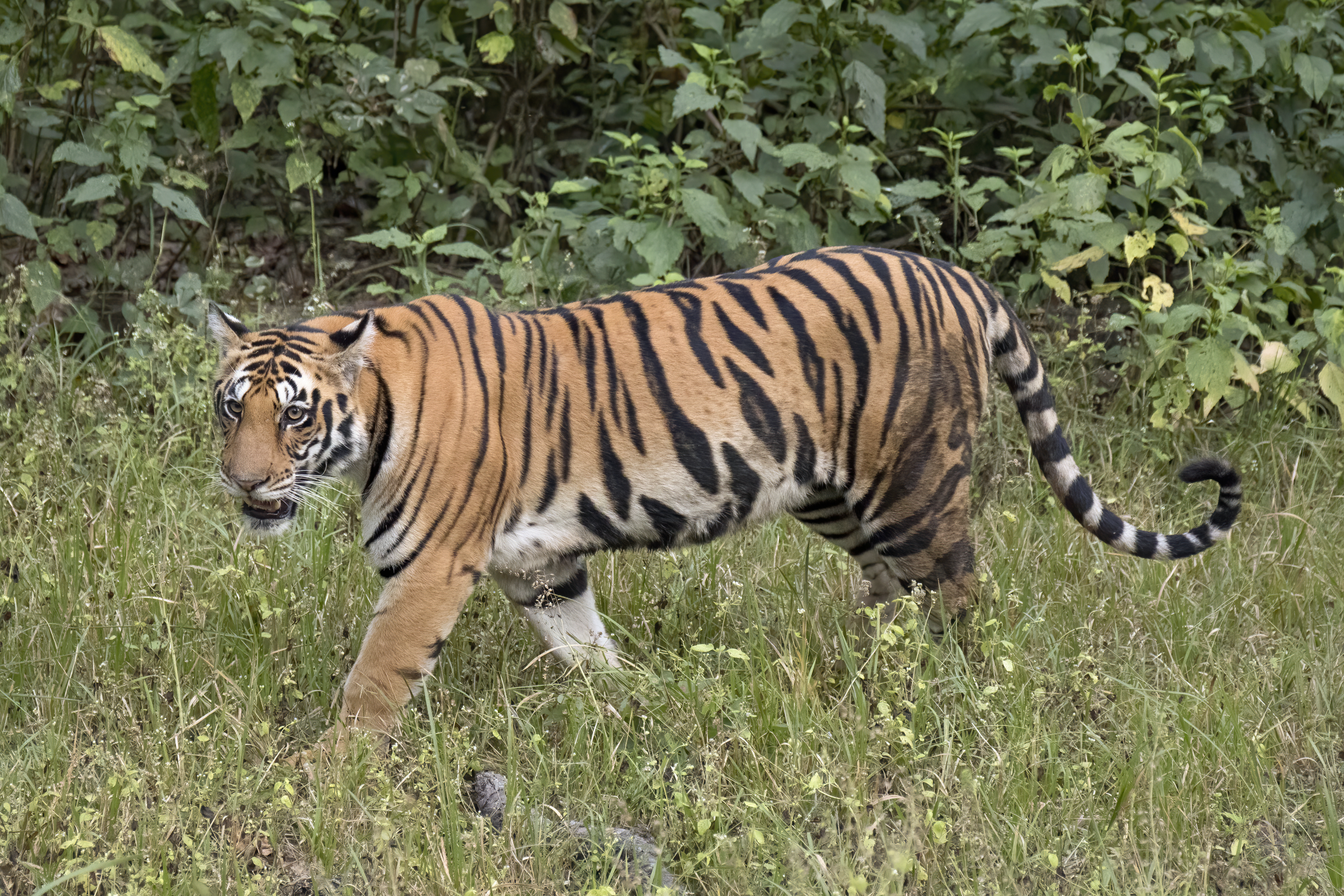

## 먹이
인도호랑이는 멧돼지, 액시스사슴, 돼지사슴, 바라싱가사슴, 삼바사슴, 인도영양, 닐가이, 네뿔영양, 물소, 가우르, 원숭이, 토끼 등의 먹이를 주로 먹는다. 그러나 순다르반스 지역의 호랑이는 사람을 자주 잡아먹는다. 순다르반스에서 잡힌 한 호랑이의 배를 갈라보니 멧돼지나 영양, 사슴 등의 유제류의 부산물이 13%인 데 반해 사람의 부산물은 무려 87% 이상이었다고 한다.

## 백호
뱅골호랑이는 백호를 가장 자주 낳는 호랑이이다.

## 벵골호랑이랑 결혼한 캐릭터
- 알라딘 - 라자

## 같이 보기
- 카스피호랑이
- 인도차이나호랑이
- 말레이호랑이
- 시베리아호랑이
- 남중국호랑이
- 수마트라호랑이
- 발리호랑이
- 자와호랑이
- 홀로세 멸종